# Stenospermation
Stenospermation es un género con 44 especies de plantas de flores de la familia Araceae. es originario del centro y sur de América tropical.

## Descripción
Son hierbas epífitas o raramente terrestres, cáudice corto o escandente y enraizando en los nudos, densamente foliosas; catafilos gruesos, caducos; plantas hermafroditas. Hojas oblongo-elípticas a lanceoladas, con los nervios raramente conspicuos; pecíolos envainados, geniculados en el ápice. Inflorescencias 1 por axila, pedúnculo largo; espata ancha, convoluta, abierta en la antesis, pronto caduca; espádice cilíndrico, estipitado o sésil; flores desnudas; estambres 4, filamentos aplanados, las anteras 2-loculares; estilo corto, estigma linear-oblongo, ovario 2-locular, óvulos 4 o más por lóculo. Bayas obovoides, subtruncadas en el ápice, frecuentemente angulares, 2-loculares; semillas 3 o más por lóculo.

## Taxonomía
El género fue descrito por Heinrich Wilhelm Schott y publicado en Genera Aroidearum exposita 70. 1858. La especie tipo es: Stenospermation mathewsii Schott.

## Especies seleccionadas
- Stenospermation andreaum
- Stenospermation gracile
- Stenospermation latifolium
- Stenospermation robustum
- Stenospermation sessile
- Stenospermation veredecum